# Eschenlach
Eschenlach ist ein Gemeindeteil der Stadt Feuchtwangen im Landkreis Ansbach (Mittelfranken, Bayern). Eschenlach liegt in der Gemarkung Krapfenau.

## Geografie
Der Weiler liegt achteinhalb Kilometer südöstlich der Stadtmitte von Feuchtwangen am Ende einer südlichen Ausbuchtung der Stadtgemarkung, weniger als hundert Meter vom linken Ufer der hier ostwärts laufenden Sulzach entfernt. Zwischen Ortsrand und Ufer fließt dem Fluss das Auengewässer Seeholzgraben parallel. Im Nordosten liegen die Waldgebiete Dorn- und Angerholz.
Die Kreisstraße AN 42 führt nach Dürrwangen zur Kreisstraße AN 41 (0,8 km westlich) bzw. nach Angerhof zur Kreisstraße AN 53 (1,1 km östlich).

## Geschichte
Eschenlach lag im Fraischbezirk des ansbachischen Oberamtes Feuchtwangen. Grundherr des Hofes war das Verwalteramt Röckingen. Von 1797 bis 1808 unterstand der Ort dem Justiz- und Kammeramt Feuchtwangen. 
Mit dem Gemeindeedikt (frühes 19. Jahrhundert) wurde Eschenlach dem Steuerdistrikt und der Ruralgemeinde Dentlein am Forst zugeordnet. Vor 1840 wurde der Ort nach Krapfenau umgemeindet. Am 1. Januar 1972 wurde es im Zuge der Gebietsreform in Bayern nach Feuchtwangen eingegliedert.
Bis in den 1960er Jahren wurde der Ort auch Eschenbach genannt.

## Einwohnerentwicklung
| Jahr      | 001818 | 001840 | 001861 | 001871 | 001885 | 001900 | 001925 | 001950 | 001961 | 001970 | 001987 |
| Einwohner | 19     | 14     | 14     | 15     | 10     | 7      | 12     | 38     | 14     | 16     | 11     |
| Häuser    | 2      | 1      |        |        | 2      | 3      | 3      | 3      | 3      |        | 3      |
| Quelle    | [ 10 ] | [ 7 ]  | [ 11 ] | [ 12 ] | [ 13 ] | [ 14 ] | [ 15 ] | [ 16 ] | [ 17 ] | [ 18 ] | [ 1 ]  |

## Religion
Der Ort ist seit der Reformation evangelisch-lutherisch geprägt und bis heute nach Zur Lieben Frau (Dorfkemmathen) gepfarrt. Die Einwohner römisch-katholischer Konfession sind nach St. Ulrich und Afra (Feuchtwangen) gepfarrt.